# Rivière Forçados
La rivière Forçados (à l'origine Forcados ) est un canal du delta du Niger, au sud du Nigeria. Il coule sur environ 198 kilomètres (123,031496016 mi) et rencontre la mer au golfe du Bénin dans l'État du Delta. C'est un chenal important pour les petits navires. La rivière Forçados se sépare du fleuve Niger à Toru-Abubou près de la ville d'Agbere dans la zone de gouvernement local de Sagbama de l'État de Bayelsa, au même point que la rivière Nun.
Les gens pêchent sur ce fleuve depuis des années, puis sont venus à un quai sur le fleuve Niger pour vendre/stocker et utiliser pour leur consommation personnelle. 
Dans les premières années du XXe siècle, Forçados était un port de destination pour les bateaux à vapeur d'Angleterre jusqu'à ce que le fleuve s'envase.
Un grand trésor d'objets en bronze (1 brassard, 7 cloches, 3 bracelets, 1 couteau et 3 manilles ) de la rivière Forçados se trouve dans la collection du British Museum de Londres.